# Jenico Preston
Jenico Preston, 14. wicehrabia Gormanston (ur. 1 czerwca 1837 w Gormanston, zm. 29 października 1907 w Dublinie) – brytyjski arystokrata i administrator kolonialny, w latach 80. i 90. XIX wieku zajmujący stanowiska gubernatorskie w posiadłościach brytyjskich. 

## Życiorys
Jako osiemnastolatek wstąpił do armii i, z uwagi na swoje wysokie pochodzenie, bardzo szybko otrzymał stopień oficerski porucznika. Brał aktywny udział w tłumieniu powstania sipajów. W 1860 opuścił wojsko, założył rodzinę i zaangażował się w życie brytyjskiej arystokracji w Irlandii, wśród której jego ród należał do najznamienitszych. W związku z tym otrzymał szereg stanowisk ceremonialnych: wysokiego szeryfa Dublina (1865), szambelana przy Lordzie Namiestniku Irlandii (1866-1868) oraz wysokiego szeryfa hrabstwa Meath (1871).  
W 1876 odziedziczył po zmarłym ojcu irlandzki tytuł wicehrabiego Gormanston i angielski tytuł barona Gormanston, stworzony po to, aby umożliwić seniorowi rodu zasiadanie w Izbie Lordów, z której irlandzcy arystokraci byli formalnie wyłączeni. W 1885 rząd lorda Salisbury mianował go gubernatorem Brytyjskich Wysp Podwietrznych, a dwa lata później został przeniesiony na urząd gubernatora Gujany Brytyjskiej. W 1893 objął stanowisko gubernatora Tasmanii, na którym pozostał do 1900 roku. Tym samym był ostatnim gubernatorem tego terytorium w okresie, zanim przekształciło się ono z kolonii brytyjskiej w jeden ze stanów Związku Australijskiego. 
Zmarł w wieku 70 lat, przyczyną zgonu był krwotok śródmózgowy. Został pochowany w rodzinnej krypcie na terenie swoich dóbr rodowych w Irlandii. 

## Odznaczenia
Lorda Gormanston dwukrotnie otrzymał Orderem Św. Michała i Św. Jerzego: w 1887 (klasy Rycerz Komandor), awansowany w 1897 (klasy Rycerz Wielkiego Krzyża).